# Wilhelm Braun-Feldweg
Wilhelm Braun-Feldweg (* 29. Januar 1908 in Ulm; † 12. April 1998 in Würzburg) war ein deutscher Industriedesigner. Als Hochschulprofessor, Designer, Kunsthistoriker und Autor trug er nach 1945 maßgeblich zur Professionalisierung des Faches Design bei.

## Leben
Wilhelm Braun-Feldweg erlernte von 1922 bis 1927 den Beruf des Stahlgraveurs und arbeitete in den 20er-Jahren in der Silberwarenfabrik Peter Bruckmann & Söhne in Heilbronn.
Er studierte von 1928 bis 1935 Malerei an der Akademie der Künste in Stuttgart, bevor er 1935 bis 1938 Kunstgeschichte in Tübingen studierte. 1938 begann er seine Dozentenlaufbahn als Fachlehrer für kunsthandwerkliche Berufe an der Berufsschule in Geislingen/Steige. Er promovierte 1939 in Stuttgart zum Thema „Christoph Scheffler, ein Asamschüler. Beiträge zu seinem malerischen Werk“.
Nach Kriegsdienst ab 1939 und langjähriger Kriegsgefangenschaft in Ägypten bis 1948 kehrte er in diesem Jahr nach Deutschland zurück. Noch im selben Jahr wurde Braun-Feldweg als Dozent für Kunstgeschichte, Zeichnen und Malen an die Staatliche Höhere Fachschule für das Edelmetallgewerbe in Schwäbisch Gmünd berufen. 1950 übernahm er die Leitung der Klasse „Entwurf und Entwicklung von Industrieprodukten“. Seine dabei bevorzugten Materialien waren Glas und Metall.
Neben seiner Lehrtätigkeit von 1950 bis 1957 schrieb er eine Reihe von Fachbüchern und gestaltete ab 1951 Gläser und Vasen für die „Josephinenhütte“ in Schwäbisch Gmünd, für das „Kristallglaswerk Hirschberg“ in Stadtallendorf und WMF in Geislingen an der Steige. Darüber hinaus entwarf er Leuchten, Türdrücker für Wehag (Wilhelm Engstfeld AG) in Heiligenhaus und Bestecke für Heimendahl & Keller in Hilden. Beide Firmen liegen im Kreis Mettmann.
1958 wechselte Wilhelm Braun-Feldweg nach Berlin an die „Staatliche Hochschule für Bildende Künste“ und richtete den Lehrstuhl für Industrielle Formgebung ein. Er lehrte dort noch bis 1973. Zu seinen Schülern in Schwäbisch Gmünd und Berlin gehörten
- Josef Welzel (1927–2014), experimenteller Archäologe, Glasschleifer, Graveur und Pädagoge
- Helmut Warneke (1927–2017), Silberschmied und Produktdesigner
- Josef Überall (1936–2008), Produktdesigner, Künstler und Objektkünstler
- Wilfried Maret (* 1940), Kommunikations- und Industriedesigner, Erfinder, Konzept- und Baukünstler, Zeichner, Fotograf, Regisseur, Kurator und Fachautor

1976 eröffnete er in Würzburg sein eigenes Atelier, wo er sein malerisches Spätwerk schuf. Er starb dort am 12. April 1998. Seine Tochter Rita (* 1948) ist mit Michael Wolffsohn verheiratet.

## Auszeichnung
Nach ihm ist der Wilhelm Braun-Feldweg Förderpreis für designkritische Texte genannt. der sich an Design-Studierende und -Absolventen richtet. Die Texte der Preisträger sind im Niggli Verlag in der Reihe designkritische Texte veröffentlicht.

## Werke (Auswahl)
- Besteckdesign für die Firmen „Heimendahl und Keller“ in Hilden, „Seibel“ in Mettmann, „Prinz“ in Solingen, „WMF“ in Geislingen an der Steige; mit Serien wie z. B.: „Alpha“, „Wagenfeld Ära“, „Elite“, „Gingo“, „Neosil“
- „Glaskanne ‚Jagdhaus“, (1955/57), Kristallglaswerk Hirschberg
- „Jagdhaus Becher Tobas“, Kristallglaswerk Hirschberg
- „Kristallglasvase“, Kristallglaswerk Hirschberg
- „Keilvasen-Diabolo“, WMF
- „Pendel- und Wandleuchten“, Mawa Design
- „Doria Leuchten“ als Wandleuchten oder mit Steharm

## Schriften
- Metall, Otto Maier Verlag Ravensburg, 1950.
- Metall. Werkformen und Arbeitsweisen Ein Fachbuch für viele Berufe handwerklicher und industrieller Metallarbeit, Otto Maier Verlag Ravensburg, 1950.
- Normen und Formen industrieller Produktion, Ravensburg, 1954.
- Schmiedeeisen und Leichtmetall am Bau, Kunstschmiede- und Schlosserarbeiten, Ravensburg, 1955.
- Gestaltete Umwelt. Haus, Raum, Werkform, Berlin, 1956.
- Beiträge zur Formgebung (Fotogr.: Döbbelin u. a.), Essen, 1960.
- Miszellen zur gestaltenden Arbeit in der Industrie, Berlin, 1963.
- Industrial Design heute, Umwelt aus der Fabrik, Rowohlts Deutsche Enzyklopädie, Reinbek b. Hamburg, 1966.
- Stuttgarter Sezession Ausstellungen (1923–1932, 1947), mit Hans D. Mück, Harry Schlichtenmaier, Heinrich Altherr, Otto Borst, Hans J. Imiela, Brigitte Reinhardt, Bert Schlichtenmaier, Walter Rebmann, Harry Schlichtenmeier; Städtische Galerie Böblingen, Galerie Schlichtenmaier Grafenau. Band 1 und 2, Verlag: Grafenau, Galerie Schlichtenmaier,1. Januar 1987, ISBN 978-3-89298-009-4.